# Katolicki Komitet Wyborczy „Ojczyzna”
Katolicki Komitet Wyborczy „Ojczyzna” – prawicowa koalicja wyborcza w wyborach do Sejmu w 1993.
Koalicję utworzyły partie wywodzące się z ruchu „Solidarności”, Komitetu Obywatelskiego oraz OKP:
- Zjednoczenie Chrześcijańsko-Narodowe,
- Stronnictwo Ludowo-Chrześcijańskie,
- Partia Chrześcijańskich Demokratów,
- Partia Konserwatywna,
- Federacja Polskiej Przedsiębiorczości.

Wskutek rozdrobnienia prawicowego elektoratu „Ojczyzna” uzyskała 878 445 głosów (6,37% w skali kraju), nie przekroczyła więc progu 8%, uprawniającego koalicje wyborcze do uczestniczenia w podziale mandatów w okręgach wyborczych, ani progu 7%, który umożliwiał udział w podziale mandatów z list ogólnopolskich.